# Josephine (Texas)
Josephine is een plaats (city) in de Amerikaanse staat Texas, en valt bestuurlijk gezien onder Collin County en Hunt County.

## Demografie
Bij de volkstelling in 2000 werd het aantal inwoners vastgesteld op 594.
In 2006 is het aantal inwoners door het United States Census Bureau geschat op 825, een stijging van 231 (38,9%).

## Geografie
Volgens het United States Census Bureau beslaat de plaats een oppervlakte van
4,2 km², geheel bestaande uit land. Josephine ligt op ongeveer 196 m boven zeeniveau.

## Plaatsen in de nabije omgeving
De onderstaande figuur toont nabijgelegen plaatsen in een straal van 16 km rond Josephine.